# Una Merkel
Una Kohnfelder, coneguda com Una Merkel (Covington, Kentucky, 10 de desembre de 1903 - Los Angeles, Califòrnia, 2 de gener de 1986) va ser una actriu estatunidenca. Vinguda del teatre, guanya el Premi Tony a la millor actriu el 1956 per al paper principal a The Pounder Heart , adaptació per a l'escena d'una novel·la d'Eudora Welty. El 1962, és nominada per l'Oscar a la millor actriu secundària per a la seva interpretació de Mrs. Winemiller a Summer and Smoke (1961) de Peter Glenville, segons l'obra homònima de Tennessee Williams.

## Biografia[2]
Merkel s'assemblava físicament a l'actriu Lillian Gish, i aquesta semblança li va permetre començar la seva carrera com a doble de Gish a la pel·lícula  Way Down East  de 1920 (també va treballar com a doble de Gish a  The Wind  el 1928). Va treballar en algunes pel·lícules de l'era muda, incloent-hi  Love's Old Sweet Song  (1923) filmada per Lee DeForest amb el sistema d'enregistrament Phonofilm sound-on-film, i coprotagonitzada per Louis Wolheim i Donald Gallaher. Tanmateix, la major part del temps va treballar a Broadway.
Merkel va tornar a Hollywood i va aconseguir el seu èxit més gran amb l'arribada del cinema sonor. Va interpretar Ann Rutledge a Abraham Lincoln (1930), dirigida per D.W. Griffith. Durant la dècada dels trenta, Merkel va arribar a ser una secundària famosa a diverses pel·lícules, al paper de l'amiga divertida de la protagonista, acompanyant a actrius com Jean Harlow, Carole Lombard, Loretta Young i Dorothy Lamour.
Merkel va ser una actriu de la MGM des de 1932 fins a 1938, apareixent en unes dotze pel·lícules en un any, sovint "en préstec" per a altres estudis. Va ser actriu protagonista a diverses pel·lícules de Jack Benny, Harold Lloyd i Charles Butterworth. Un dels seus treballs més famosos va ser en el Western  Destry Rides Again  (1939) en el qual el seu personatge, Lillibelle s'embolica en una baralla amb Frenchie (Marlene Dietrich) pels pantalons del seu marit. Va treballar en la pel·lícula de 1940  The Bank Dick , un guió de W.C. Fields.
En el musical clàssic 42nd Street (1933), Merkel feia de la corista millor amiga de Ginger Rogers. Va treballar en les versions de 1934 i 1952 de la pel·lícula The Merry Widow, interpretant diferents papers en cada una.
La seva carrera en el cinema va en declivi durant la dècada dels 40. Continua treballant però en produccions menors. El 1950 va ser l'actriu protagonista en una comèdia de beisbol de William Bendix,  Kill the Umpire . Va ser un sorprenent èxit. Durant un temps va protagonitzar papers de dona de mitjana edat i de tia soltera, i el 1956 va guanyar un premi Tony pel seu paper a l'obra de Broadway  The Ponder Hart . Va fer un paper important a la pel·lícula de la MGM de 1959  The Mating Game  com la dona de Paul Douglas i mare de Debbie Reynolds. Va ser nominada a l'Oscar a la millor actriu secundària pel seu paper a  Summer and Smoke . Una Merkel té una estrella a al Passeig de les Estrelles de Hollywood en el núm. 6230 de Hollywood Boulevard. Va morir als 82 anys.

## Filmografia[3]
- 1920: A Way Down East: Extra
- 1923: Love's Old Sweet Song
- 1924: The Fifth Horseman: Dorothy

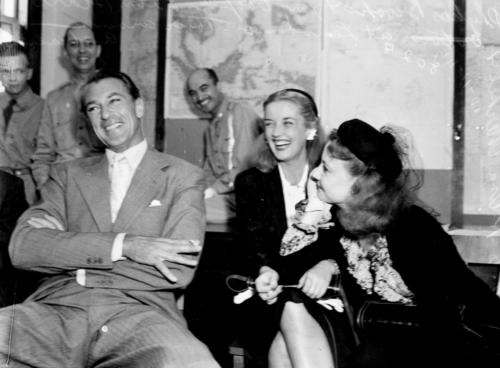
Una Merkel (dreta) amb Phyllis Brooks i Gary Cooper en una conferència de premsa a Brisbane

- 1930: Abraham Lincoln: Ann Rutledge
- 1930: The Eyes of the World: Sybil
- 1930: The Bat Whispers: Dale Van Gorder
- 1931: Command Performance: Princess Katerina
- 1931: Don't Bet on Women: Tallulah Hope
- 1931: Six Cylinder Love: Margaret Rogers
- 1931: Daddy Long Legs: Sally McBride
- 1931: The Maltese Falco de Roy Del Ruth: Effie Perrine
- 1931: The Bargain: Etta
- 1931: Wicked: June
- 1931: The Secret Witness: Lois Martin
- 1931: Privates Lives, de Sidney Franklin: Sibyl Chase
- 1932: She Wanted a Millionaire: Mary Taylor
- 1932: Impatient Maiden: Betty Merrick
- 1932: Man Wanted: Ruth 'Ruthie' Holman
- 1932: Huddle: Thelma
- 1932: Red-Headed Woman: Sally
- 1932: They Call It Sin: Dixie Dare
- 1932: Men Are Such Fools: Molly
- 1933: Whistling in the Dark: Toby Van Buren
- 1933: 42nd Street: Lorraine Fleming
- 1933: The secret of Madame Blanche: Ella
- 1933: Clear All Wires!: Dolly Winslow
- 1933: Reunion in Vienna: Ilsa Hinrich
- 1933: Midnight Mary: Bunny “Bun”
- 1933: Her First Mate: Hattie
- 1933: Beauty for Sale: Carol Merrick
- 1933: Broadway to Hollywood: Flirt in Audience
- 1933: Menu: Mrs. Omsk
- 1933: Bombshell: Mac
- 1933: Day of Reckoning: Mamie
- 1933: The Women in His Life: Miss 'Simmy' Simmons
- 1934: This Side of Heaven: Dirdie
- 1934: Murder in the Private Car: Georgia Latham
- 1934: Paris Interlude: Cassie Bond
- 1934: The Cat's-Paw: Petunia Pratt / Cobb
- 1934: Bulldog Drummond Strikes Back: Gwen
- 1934: Have a Heart: Joan O'Day
- 1934: The Merry Widow: Queen Dolores
- 1934: Evelyn Prentice: Amy Drexel
- 1935: Biography of a Bachelor Girl: Slade Kinnicott
- 1935: The Night Is Young: Fanni Kerner
- 1935: One New York Night: Phoebe
- 1935: Murder in the Fleet: 'Toots' Timmons
- 1935: Baby Face Harrington: Millicent Harrington
- 1935: Broadway Melody of 1936: Kitty Corbett
- 1935: It's in the Air: Alice Lane Churchill
- 1936: Riffraff: Lil Bundt
- 1936: Speed: Josephine 'Jo' Sanderson
- 1936: We Went to College: Susan Standish
- 1936: Born to Dance: Jenny Saks
- 1937: Don't Tell the Wife: Nancy Dorsey
- 1937: The Good Old Soak: Nellie
- 1937: Saratoga: Fritzi Kiffmeyer
- 1937: Checkers: Mamie Appleby
- 1937: True Confession: Daisy McClure
- 1939: Four Girls in White: Gertie Robbins
- 1939: Ningú no és perfecte (Some Like It Hot), de George Archainbaud: Flo Saunders
- 1939: On Borrowed Time: Marcia Giles
- 1939: Destry Rides Again: Lily Belle
- 1940: Comin' Round the Mountain: Belinda Watters
- 1940: Sandy Gets Her Man: Nan Clark
- 1940: The Bank Dick d'Edward F. Cline: Myrtle Sousé
- 1941: Double Date: Aunt Elsie
- 1941: Camí de Zanzíbar (Road to Zanzibar): Julia Quimby
- 1941: Cracked Nuts: Sharon Knight
- 1942: The Mad Doctor of Market Street: Aunt Margaret Wentworth
- 1942: Twin Beds: Lydia
- 1943: Això és l'exèrcit (This Is the Army): Rose Dibble
- 1943: Quack Service
- 1944: To Heir Is Human: Una
- 1944: Sweethearts of the U.S.A.: Patsy
- 1947: It's a Joke, Son!: Mrs.Magnolia Claghorn
- 1948: The Bride Goes Wild: Miss Doberly
- 1948: Man from Texas: Widow Weeks
- 1950: Kill the Umpire: Betty Johnson
- 1950: My Blue Heaven: Miss Irma Gilbert
- 1950: Emergency Wedding: Emma
- 1951: Rich, Young and Pretty: Glynnie
- 1951: A Millionaire for Christy: Patsy Clifford
- 1951: Golden Girl: Mary Ann Crabtree
- 1952: With a Song in My Heart: Sister Marie
- 1952: The Merry Widow: Kitty Riley
- 1953: I Love Melvin: Mom Schneider
- 1955: The Kentuckian: Sophie Wakefield
- 1956: The Kettles in the Ozarks: Miss Bedelia Baines
- 1956: Calling Terry Conway (TV): Pearl McGrath
- 1956: Bundle of Joy: Mrs. Dugan
- 1957: The Fuzzy Pink Nightgown: Bertha
- 1957: The Girl Most Likely: Mother
- 1959: The Mating Game de George Marshall: Ma Larkin
- 1961: The Parent Trap: Verbena
- 1961: Summer and Smoke de Peter Glenville: Mrs. Winemiller
- 1963: Summer Magic: Mariah Popham
- 1964: A Tiger Walks: Mrs. Watkins
- 1966: Spinout: Violet Ranley

## Premis i nominacions
Nominacions
- 1962: Oscar a la millor actriu secundària per Summer and Smoke